# Accordo informale tra Giappone e Stati Uniti d'America
Un accordo informale tra Giappone e Stati Uniti d'America (in inglese: Gentlemen's Agreement of 1907; in giapponese 米紳士協約?, Nichibei shinshikyōyaku) venne raggiunto il 15 febbraio 1907 allo scopo di ridurre l'emigrazione giapponese negli USA e scongiurare la segregazione razziale dei nippo-americani del paese. 
L'accordo, il cui obiettivo era anche allentare le tensioni tra le due superpotenze del Pacifico, non fu mai ratificato dal Congresso statunitense e terminò con l'entrata in vigore della legge sull'immigrazione del 1924.

## Antefatti

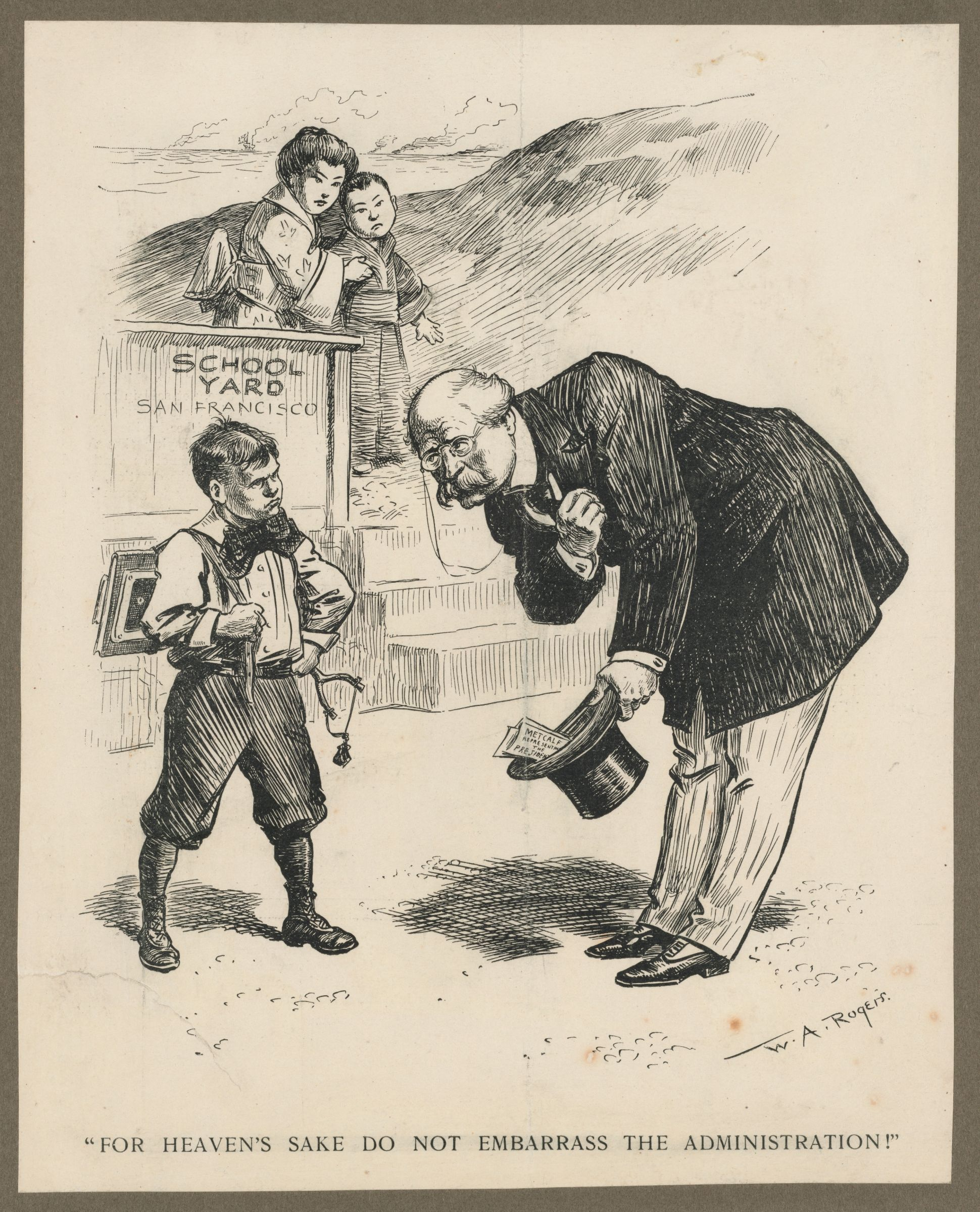
Vignetta satirica relativa alla decisione del Comitato per l'istruzione di San Francisco di trasferire i bambini di origine giapponese in una scuola separata, 10 novembre 1906

Il vuoto lasciato dai manovali cinesi, la cui emigrazione negli Stati Uniti era stata preclusa nel 1882 dal passaggio di una legge ad hoc, fece crescere la richiesta di manodopera dal Giappone, comportando all'inizio del XX secolo un rapido aumento della popolazione nipponica nel paese. Tuttavia, come i giapponesi iniziarono a farsi strada nel tessuto economico nazionale, il risentimento per il loro successo nel settore agricolo, in combinazione con la retorica del "pericolo giallo" in voga in quegli anni, portò alla nascita di un diffuso sentimento antigiapponese tra la popolazione statunitense. In California, in particolare, dove all'inizio del XX secolo si era formata una commissione contraria all'immigrazione asiatica negli Stati Uniti, il malcontento nei confronti dei giapponesi e dei loro discendenti portò il Comitato per l'istruzione di San Francisco a decidere per il ricollocamento di 93 studenti di origine giapponese in una scuola separata.

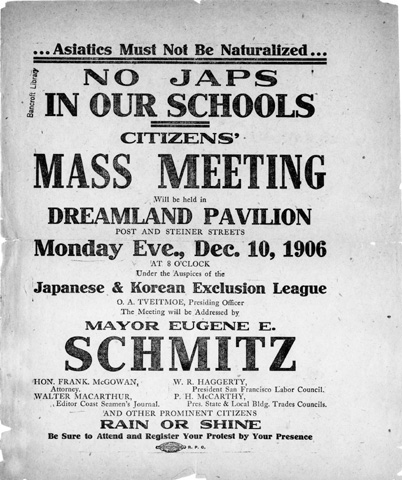
Volantino distribuito dalla Asiatic Exclusion League che invitava i cittadini di San Francisco a discutere del possibile trasferimento degli studenti nippo-americani

La comunità nippo-americana sosteneva che la decisione del Comitato per l'istruzione di San Francisco andasse contro il trattato di commercio e navigazione stipulato nel 1894. Il trattato non riguardava espressamente l'istruzione, ma indicava che i giapponesi in America avrebbero dovuto godere di eguali diritti. Tale disposizione, tuttavia, faceva leva sulla sentenza della Corte suprema del 1896, la quale sanciva la legittimità della segregazione razziale, avvalorando la dottrina del "separati ma uguali". I media di Tokyo denunciarono l'accaduto come un insulto al loro orgoglio e onore nazionale, mentre per il governo giapponese era fondamentale difendere la sua reputazione di potenza mondiale emergente. I funzionari governativi statunitensi si resero conto allora che fosse necessario un intervento per evitare una crisi diplomatica.

## L'accordo
Preoccupato dall'idea di poter indisporre le autorità di una nazione che, alla luce della vittoria nel conflitto contro la Russia (1904-1905), era emersa come una potenza mondiale, il presidente statunitense Theodore Roosevelt incaricò il segretario al commercio e al lavoro Victor H. Metcalf di tentare di risolvere la situazione, ma senza successo. Roosevelt cercò allora di fare pressione personalmente sul Comitato per l'istruzione, ma questo rimase fermo sulla sua decisione, forte della sentenza del 1896.
Il 15 febbraio 1907, le parti giunsero a un compromesso. Se il presidente Roosevelt avesse garantito la sospensione dell'immigrazione giapponese, il Comitato per l'istruzione avrebbe consentito agli studenti nippo-americani di frequentare le scuole pubbliche dello Stato. Il governo giapponese, d'altro canto, voleva evitare di subire un'umiliazione simile a quella a cui era andato incontro il governo Qing nel 1882 con la legge sull'esclusione dei cinesi. Il governo giapponese acconsentì dunque a interrompere l'emissione di passaporti ai lavoratori che cercavano di entrare negli Stati Uniti, a meno che questi non dovessero ricongiungersi a un parente, fare ritorno in una casa di proprietà o assumere il controllo attivo di un'azienda agricola acquisita in precedenza.
L'adozione dell'accordo del 1907 contribuì al fenomeno delle "spose in fotografia", donne giapponesi sposate per procura che raggiungevano i mariti emigrati negli Stati Uniti. A causa di questa scappatoia, che permise di colmare il divario di genere all'interno della comunità da un rapporto di 7 uomini per ogni donna nel 1910 a meno di 2 a 1 nel 1920, la popolazione nippo-americana continuò a prosperare nonostante i limiti dell'accordo sull'immigrazione.
L'accordo, promulgato attraverso un'azione unilaterale del presidente Roosevelt, non venne mai ratificato dal Congresso statunitense e per questo non divenne mai legge. La sua efficacia fu annullata dal passaggio della legge sull'immigrazione del 1924, la quale vietò legalmente a tutti gli asiatici di emigrare negli Stati Uniti.